# Baie Jean-Pierre
Baie Jean-Pierre är en vik i Kanada.   Den ligger i provinsen Québec, i den sydöstra delen av landet, 300 km norr om huvudstaden Ottawa.
Trakten runt Baie Jean-Pierre är nära nog obefolkad, med mindre än två invånare per kvadratkilometer.